# Урочище Комарники
Уро́чище Кома́рники — лісовий заказник місцевого значення в Україні. Розташований у межах Богородчанського району Івано-Франківської області, на південний захід від села Манява. 
Площа 175 га. Перебуває у віданні ДП «Солотвинський лісгосп» (Манявське лісництво, кв. 9—15, 19, 20). 
Статус надано з метою збереження високогірних (до висоти 1100 м. над р. м.) насаджень смерекових та букових насаджень, які мають ознаки пралісів.